# 18099 Фламіні
18099 Фламіні (18099 Flamini) — астероїд головного поясу, відкритий 6 червня 2000 року.
Тіссеранів параметр щодо Юпітера — 3,213.